# Euphyia balearica
Euphyia balearica är en fjärilsart som beskrevs av Karl Schawerda 1922. Euphyia balearica ingår i släktet Euphyia och familjen mätare. Inga underarter finns listade i Catalogue of Life.